# Cạo đầu
Cạo đầu là hình thức cắt tóc triệt để, phơi toàn bộ da đầu trọc ra ngoài. Khác với hói đầu và một số bệnh lý khác, cạo đầu là hình thức chủ động từ bỏ mái tóc.

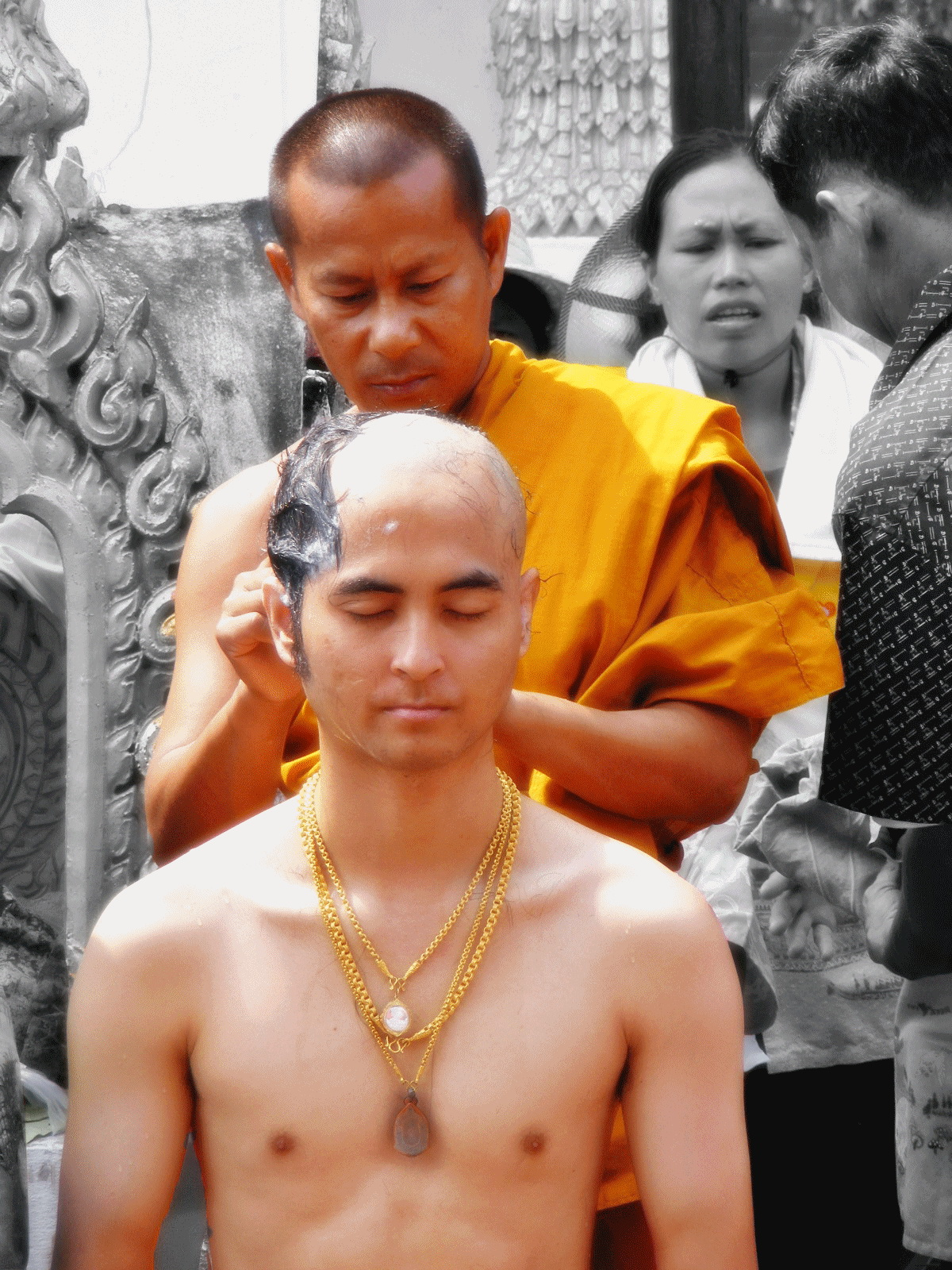
Nhà sư Phật giáo cạo đầu của một người đàn ông chuẩn bị cũng trở thành một nhà sư Phật giáo; điều này được gọi là tonsure

## Lịch sử ban đầu
Các ghi chép lịch sử sớm nhất mô tả việc cạo đầu là từ các nền văn hóa Địa Trung Hải cổ đại như Ai Cập, Hy Lạp và Rome. Tầng lớp tu sĩ Ai Cập theo nghi thức loại bỏ tất cả lông từ đầu đến chân bằng cách nhổ nó.

## Là một biểu tượng của sự phục tùng

### Các dân tộc bị bắt làm nô lệ

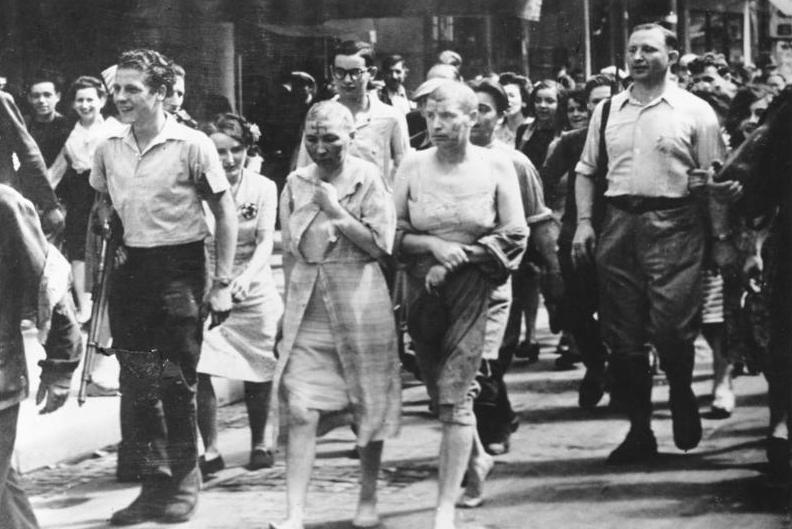
Những phụ nữ Pháp bị buộc tội cộng tác với Đức quốc xã bị diễu hành qua đường bằng chân trần, cạo trọc đầu, và với chữ vạn bị đốt cháy trên khuôn mặt của họ vào năm 1944

Trong nhiều nền văn hóa trong suốt lịch sử, việc cắt hoặc cạo tóc của nam giới được coi là dấu hiệu của sự phục tùng. Ở Hy Lạp cổ đại và phần lớn Babylon, tóc dài là biểu tượng của quyền lực kinh tế và xã hội, trong khi cạo trọc đầu là dấu hiệu của nô lệ. Đây là cách chủ nô thiết lập cơ thể của nô lệ thành tài sản của họ bằng cách loại bỏ một phần tư cách con người và cá tính của họ theo đúng nghĩa đen.

### Quân sự
Thực hành cạo đầu đã được sử dụng rộng rãi trong quân đội. Mặc dù đôi khi được giải thích là vì lý do vệ sinh, hình ảnh về sự tuân thủ nghiêm ngặt và kỷ luật cũng được chấp nhận như một yếu tố. Sau Đồng minh xâm lược Normandy trong Chiến tranh thế giới thứ hai, nhiều binh sĩ đã chọn cạo trọc đầu trong để từ chối bất kỳ Đức Quốc xã cơ hội nào để giành lấy nó nếu họ tham gia chiến đấu tay đôi. Đối với tân binh, nó có thể là nghi thức thông qua, và các biến thể của nó đã trở thành huy hiệu danh dự.

### Nhà tù và hình phạt
Các tù nhân thường cạo đầu để ngăn chặn sự lây lan của chí, nhưng nó cũng có thể được sử dụng như một biện pháp hạ thấp phẩm giá. Cạo trọc đầu có thể là một hình phạt được pháp luật quy định. Đức quốc xã trừng phạt những người bị buộc tội pha trộn chủng tộc bằng cách diễu hành họ qua các đường phố với đầu cạo trọc và những tấm bảng quanh cổ có ghi chi tiết " tội ác".
Trong và sau Chiến tranh thế giới thứ hai, hàng ngàn phụ nữ Pháp đã cạo đầu trước đám đông cổ vũ như một hình phạt vì tội hợp tác với Đức quốc xã hoặc có quan hệ tình dục với binh lính Đức quốc xã trong chiến tranh. Một số phụ nữ Phần Lan cũng bị cạo đầu vì bị cáo buộc có quan hệ với Tù binh chiến tranh Liên Xô trong chiến tranh.

## Ý nghĩa tôn giáo
Nhiều Phật tử và Vaisnavas, đặc biệt là Hare Krishnas, cạo đầu. Một số Hindu và hầu hết Phật giáo tăng ni cạo đầu khi nhập hội, và tăng ni Phật giáo ở Hàn Quốc cạo đầu 15 ngày một lần. Người Hồi giáo đàn ông có lựa chọn cạo đầu sau khi thực hiện Umrah và Hajj, theo truyền thống cam kết với Allah, nhưng không bắt buộc phải cạo trọc đầu vĩnh viễn.
Người Do Thái Hasidicnhững người đàn ông thỉnh thoảng sẽ cạo hết đầu trừ hai bên để nhấn mạnh payot (kiểu khóa bên hông) của họ. Trong một số giáo phái Hasidic, nổi tiếng nhất là Satmar, phụ nữ đã kết hôn cạo đầu hàng tháng trước khi ngâm mình trong mikveh (tắm theo nghi lễ).
Khi một người ở Ấn Độ qua đời, bạn bè và gia đình Ấn Độ giáo theo phong tục cạo đầu như một dấu hiệu để tang. Có một vài lý do khác nhau khiến truyền thống này tồn tại, nhưng tất cả đều bắt nguồn từ niềm tin rằng việc cạo đầu là một cách thể hiện sự tôn trọng đối với người đã khuất. Một lý do tại sao Người Ấn Độ cạo đầu sau khi ai đó chết là vì nó được coi là một cách để tẩy sạch tâm hồn một cách tượng trưng. Cạo đầu được cho là để loại bỏ mọi dấu vết cuối cùng của người đã khuất và đó là một cách để loại bỏ mọi năng lượng tiêu cực có thể còn sót lại. Một lý do khác khiến người Ấn Độ cạo đầu sau khi ai đó qua đời là một cách để thể hiện sự ủng hộ đối với tang quyến. Cạo đầu là một dấu hiệu của sự đoàn kết, và nó cho thấy tang quyến không đơn độc trong nỗi đau của họ. Cuối cùng, cạo đầu được coi là một cách để tỏ lòng thành kính với người đã khuất. Cạo đầu là một dấu hiệu của sự tôn trọng và nó cho thấy rằng người quá cố không còn ở bên chúng ta nữa.

## Thực tế

### Thể thao

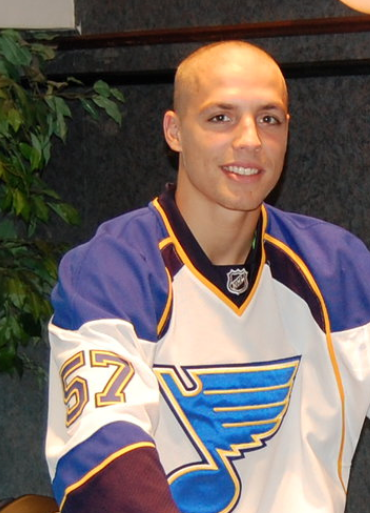
Vận động viên khúc côn cầu David Perron tự chọn cạo trọc đầu

Cạnh tranh vận động viên bơi lội, vận động viên chạy nước rút, và vận động viên chạy bộ đôi khi tìm cách giành lợi thế bằng cách loại bỏ hoàn toàn lông trên toàn bộ cơ thể để giảm kéo trong khi thi đấu.

### Hói đầu
Những người bị rụng tóc có thể cạo đầu để trông đoan trang hơn, để thuận tiện hoặc tuân theo một phong cách hoặc trào lưu thời trang nhất định. Những người bị rụng tóc từng vùng hoặc rụng tóc do nội tiết tố nam thường chọn cạo râu, điều này đã nhanh chóng trở thành một lựa chọn phổ biến kể từ những năm 1990. Việc những người đàn ông hói đầu kết hợp phụ kiện với những chiếc vòng nhỏ hoặc khuyên tai hoa tai trở nên phổ biến hơn, một phong cách nổi tiếng được các nhân vật như cầu thủ bóng rổ Michael Jordan và đô vật chuyên nghiệp "Stone Cold" Steve Austin khi cạo đầu vào những năm 1990.

## Những người đáng chú ý

### Real
Danh sách này chỉ bao gồm những người đáng chú ý mà việc cạo trọc đầu là một phần quan trọng và dễ nhận biết trong hình ảnh công khai của họ; nó không phải là danh sách tất cả những người nổi tiếng đã cạo đầu vào một thời điểm nào đó trong cuộc đời của họ.
- Andre Agassi, vận động viên quần vợt người Mỹ[14]
- Kurt Angle, đô vật chuyên nghiệp người Mỹ và vận động viên Olympic[15]
- "Stone Cold" Steve Austin, đô vật chuyên nghiệp người Mỹ[16]
- Charles Barkley, cầu thủ bóng rổ người Mỹ[17]
- David Bateson, diễn viên người Anh[18]
- Jeff Bezos, doanh nhân người Mỹ[19]
- Kobe Bryant, cầu thủ bóng rổ người Mỹ[20]
- Yul Brynner, diễn viên người Mỹ gốc Nga[21]
- Dave Chappelle, diễn viên hài người Mỹ[22]
- Michael Chiklis, diễn viên người Mỹ[23]
- Phil Collins, nhạc sĩ người Anh<ref>Wolmuth, Roger (ngày 8 tháng 7 năm 1985). /archive/short-pudgy-and-bald-all-phil-collins-productes-is-hits-vol-24-no-2/ "Short, Pudgy and Bald, Tất cả sản phẩm của Phil Collins đều là hit". PEOPLE.com. {{Chú thích web}}: Kiểm tra giá trị |url= (trợ giúp)</ref>
- Chung, rapper người Mỹ[24]
- Billy Corgan, nhạc sĩ người Mỹ[25]
- Terry Crews, diễn viên người Mỹ[26]
- Chris Daughtry, nhạc sĩ người Mỹ
- Vin Diesel, diễn viên người Mỹ[27]
- Taye Diggs, diễn viên người Mỹ[28]
- Domenico Dolce, nhà thiết kế thời trang người Ý[29]
- Anthony Fantano, nhà phê bình âm nhạc người Mỹ[30]
- George Foreman, võ sĩ người Mỹ[31]
- Tyson Fury, võ sĩ người Anh[32]
- Peter Gabriel, nhạc sĩ người Anh[33]
- Tirese Gibson, diễn viên người Mỹ[34]
- Bill Goldberg, đô vật chuyên nghiệp người Mỹ và cựu cầu thủ bóng đá.
- Pep Guardiola, huấn luyện viên bóng đá người Tây Ban Nha[35]
- Rob Halford, nhạc sĩ người Anh[36]
- Steve Harvey, người dẫn chương trình truyền hình và diễn viên người Mỹ
- Phil Heath, vận động viên thể hình người Mỹ[37]
- Evander Holyfield, võ sĩ người Mỹ[38]
- LL Cool J, rapper kiêm diễn viên người Mỹ[39]
- Samuel L. Jackson, diễn viên người Mỹ[40][41]
- Dwayne Johnson, diễn viên người Mỹ và đô vật chuyên nghiệp[42]
- Magic Johnson, cầu thủ bóng rổ người Mỹ[43]
- Michael Jordan, cầu thủ bóng rổ người Mỹ[44]
- Keegan-Michael Key, diễn viên hài người Mỹ[45]
- Ben Kingsley, diễn viên người Anh[46]
- Anton LaVey, tác giả người Mỹ và người sáng lập Nhà thờ Satan[47]
- Kyle Macy, bình luận viên bóng rổ người Mỹ
- John Malkovich, diễn viên người Mỹ[48]
- Floyd Mayweather, võ sĩ người Mỹ[49]
- Moby, nhạc sĩ người Mỹ[50]
- Dean Norris, diễn viên người Mỹ[51]
- Shaquille O'Neal, cầu thủ bóng rổ người Mỹ[52]
- Pitbull, rapper người Mỹ[53]
- Ving Rhames, diễn viên người Mỹ[54]
- Flo Rida, rapper người Mỹ[55]
- Joe Rogan, người dẫn chương trình podcast[56]
- Rick Ross, rapper người Mỹ[57]
- Telly Savalas, diễn viên người Mỹ[58]
- Tupac Shakur, rapper người Mỹ
- Brian Shaw, người mạnh mẽ người Mỹ<ref>Người mạnh mẽ đọc những bình luận ác ý | Người đàn ông khỏe nhất thế giới - YouTube</ref>
- Big Show, đô vật chuyên nghiệp người Mỹ[59]
- Johnny Sins, diễn viên phim khiêu dâm người Mỹ[60]
- Chris Slade, tay trống xứ Wales được biết đến với nhiệm kỳ của anh ấy trong ban nhạc rock AC/DC.
- Kelly Slater, vận động viên lướt sóng người Mỹ[61]
- Jason Statham, diễn viên người Anh[62]
- Patrick Stewart, diễn viên người Anh[63]
- Michael Stipe, nhạc sĩ người Mỹ[64]
- Corey Stoll, diễn viên người Mỹ[65]
- Mark Strong, diễn viên người Anh[66]
- Stanley Tucci, diễn viên người Mỹ[67]
- Matthew West, Cảnh sát Mỹ và Chuyên gia về mối quan hệ[68]
- Dana White, doanh nhân người Mỹ và chủ tịch UFC[69]
- Bruce Willis, diễn viên người Mỹ[70]
- Zinedine Zidane, cầu thủ bóng đá người Pháp[71]

### Hư cấu
Trong tiểu thuyết hiện đại, đầu cạo trọc thường được gắn với những nhân vật thể hiện thái độ nghiêm khắc và kỷ luật hoặc khó tính. Ví dụ bao gồm các nhân vật do Yul Brynner, Vin Diesel, Samuel L. Jackson, Telly Savalas, Sigourney Weaver, và Bruce Willis, Sigourney Weaver, cũng như các nhân vật như Đặc vụ 47 (có ngoại hình dựa trên diễn viên của anh ấy, David Bateson đã nói ở trên), Mr. Clean, Kratos, Saitama, và Walter White. Chứng hói đầu đôi khi là một phần quan trọng trong tiểu sử của những nhân vật này; ví dụ, Saitama muốn trở thành siêu anh hùng và mất hết tóc để đổi lấy siêu năng lực. Đầu cạo trọc cũng thường gắn liền với các nhân vật phản diện trong tiểu thuyết, chẳng hạn như Ernst Stavro Blofeld, Đại tá Kurtz, Lex Luthor, và Alex Macqueen phiên bản của the Master. Một ngoại lệ đáng chú ý là Daddy Warbucks.
Một goatee, thường thuộc loại Van Dyke, thường được đeo để bổ sung cho vẻ ngoài hoặc thêm phần tinh tế; diện mạo này đã được phổ biến rộng rãi vào giữa đến cuối những năm 1990 bởi đô vật chuyên nghiệp "Stone Cold" Steve Austin. Đối với phần lớn loạt phim truyền hình tội phạm Breaking Bad, thường được coi là một trong những phim truyền hình dài tập hay nhất mọi thời đại, Walter White đã nói ở trên (do Bryan Cranston thủ vai) đã mặc một chiếc Van Dyke cạo trọc đầu, góp phần tạo nên địa vị mang tính biểu tượng của nhân vật.
Trong bối cảnh tương lai, đầu cạo trọc thường đi kèm với sự đồng nhất nhạt nhẽo, đặc biệt là trong bối cảnh vô trùng như  V for Vendetta và THX 1138. Trong bộ phim khoa học viễn tưởng năm 1927 Metropolis, hàng trăm phần phụ  đã cạo đầu để đại diện cho quần chúng bị áp bức của một tương lai dystopia.

Các nhân vật nữ ít cạo đầu hơn, mặc dù một số nữ diễn viên đã cạo đầu hoặc sử dụng mũ hói cho các vai trò.

## Các tiểu văn hóa hiện đại

### Đầu trọc
Vào những năm 1960, một số thanh niên thuộc tầng lớp lao động Anh đã phát triển tiểu văn hóa đầu trọc, các thành viên của họ được phân biệt bằng mái tóc cắt ngắn (mặc dù họ không cạo sát da đầu vào thời điểm đó). Phong cách này một phần bị ảnh hưởng bởi phong cách chàng trai thô lỗ của người Jamaica. Mãi cho đến khi sự hồi sinh của đầu trọc vào cuối những năm 1970—với sự xuất hiện của punk-chịu ảnh hưởng của Oi! đầu trọc—thì nhiều người đầu trọc bắt đầu cạo râu tóc của họ xuống tận da đầu. Cạo đầu cũng đã xuất hiện trong tiểu văn hóa hướng đến giới trẻ khác như hardcore, black metal, metalcore, nu metal, hip hop, techno, và neo-nazi.

### Giới tính và giới tính
Một sự tôn sùng tình dục liên quan đến việc cạo đầu được gọi là trichophilia. Trong khi đàn ông cạo trọc đầu thường được coi là dấu hiệu của quyền lực và sự nam tính, thì đầu cạo trọc ở phụ nữ thường bao hàm androgyny, đặc biệt khi kết hợp với dấu hiệu nữ tính truyền thống. Drag queenđôi khi cạo trọc đầu để thể hiện hình ảnh genderqueer. Trong cộng đồng BDSM, việc cạo đầu một nô lệ hoặc nô lệ thường được sử dụng để thể hiện sự bất lực hoặc phục tùng ý chí của kẻ thống trị.

## Gây quỹ và hỗ trợ

### Ung thư

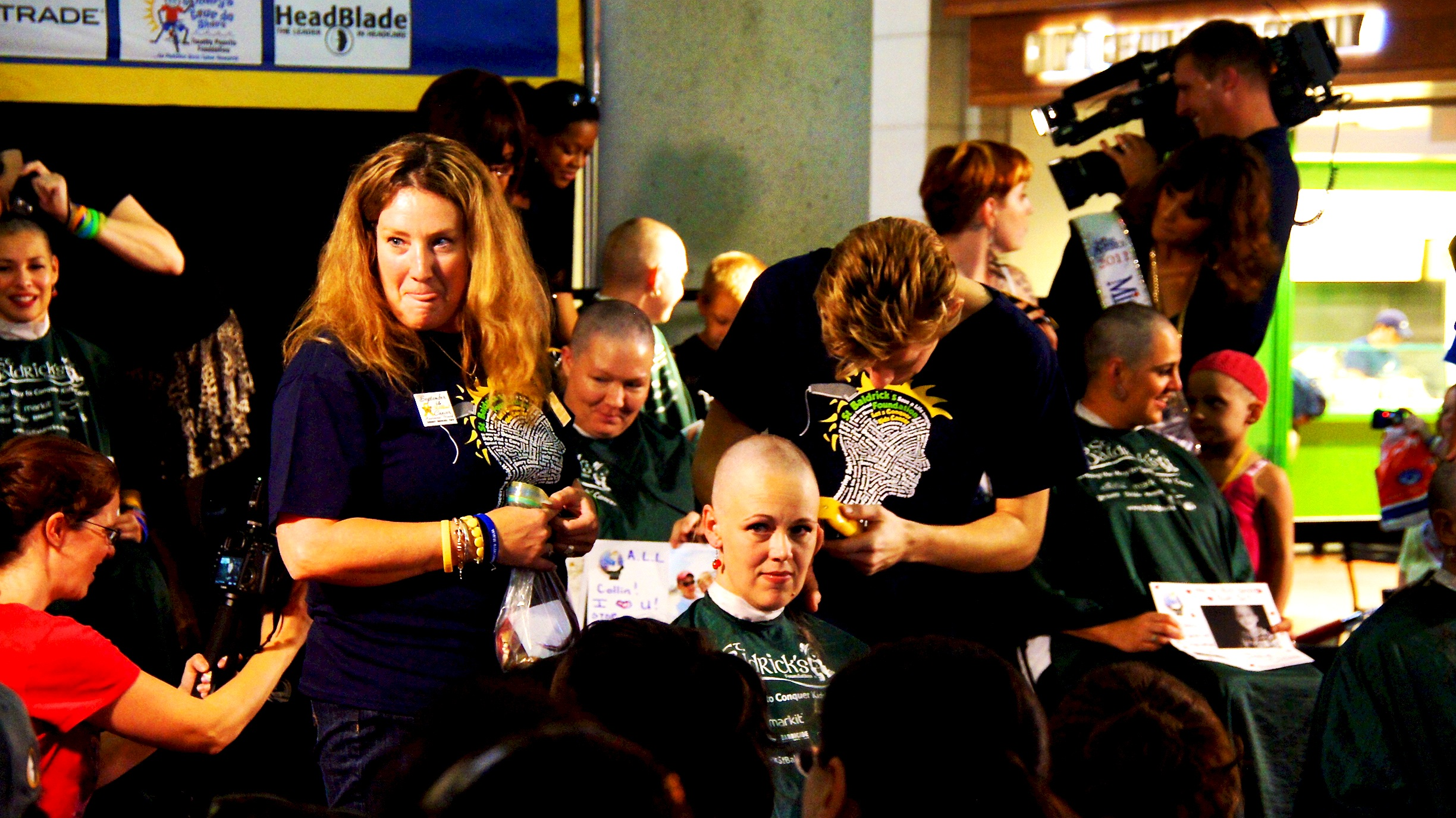
Phụ nữ cạo đầu tại sự kiện 46 Mommas, một chương trình nâng cao nhận thức và gây quỹ liên quan đến ung thư

Hói đầu có lẽ là tác dụng phụ nổi tiếng nhất của hóa trị điều trị ung thư, và một số người cạo đầu trước khi trải qua điều trị như vậy hoặc sau khi rụng tóc bắt đầu rõ ràng; một số người đã chọn cạo đầu để thể hiện tình đoàn kết với những người mắc bệnh ung thư, đặc biệt là một phần của nỗ lực gây quỹ.

### Thử thách Covhead-19
Trong những ngày đầu của đại dịch COVID-19 vào năm 2020, nhiều quốc gia đã áp đặt nghiêm ngặt quy trình khóa máy và tích cực khuyến khích người dân tự cách ly. Nhiều người, đặc biệt là nam giới, ban đầu bắt đầu cạo đầu trong thời gian phong tỏa vì buồn chán và không thể cắt tóc vì các tiệm hớt tóc buộc phải đóng cửa. Tại Vương quốc Anh, một nỗ lực gây quỹ đã bắt đầu để hỗ trợ [[Quốc gia] Dịch vụ Y tế]], nơi chịu áp lực rất lớn của đại dịch. Nỗ lực đã được bắt đầu vào Just Giving với mục tiêu là 100.000 bảng Anh; nó khuyến khích mọi người cạo đầu đồng thời quyên góp tiền cho NHS và được mệnh danh là "Thử thách Covhead-19". Nhiều người nổi tiếng cũng tham gia.